# Harsat Mata ka Mandir
Le temple à Harsat Mata, est un temple hindou, situé à Abhaneri, dans l'état du Rajasthan en Inde.

## Historique
L’antique Abha-Nagari, devenue Abhaneri, puis Abaneri était le fief des Rajputs Chahamanas.
Ce temple a été construit par le Raja Chandra (Chand) de la dynastie Nikhumba dans le premier quart du VIIIe siècle.

## Architecture
La cella du temple consacré à Harshat Mata (en) est la seule partie du temple originel restée debout.
Le temple était édifié sur deux terrasses superposées construites sur une esplanade pavée. Leurs bordures sont des remplois des ruines du temple originel construit dans le style Mahameru.
En en faisant le tour, sur la dernière terrasse, on peut voir grâce au soubassement que temple adoptait un plan rituel pancharatha.
Le porche du sanctuaire est précédé d’un mandapa dont le dôme repose sur des piliers sculptés de motifs géométriques.
La cella (garbha-griha), couronné d’un dôme conique, est entourée d’un déambulatoire.
Le site a fait l'objet plusieurs campagnes de recherche qui ont permis de faire un inventaire partiel des sculptures dispersées dans divers musées pour les plus belles, mais quantités d'entre restent stockées dans les galeries du Chand Baori qui faisait part du même complexe.
Selon l'historien Falk Reitz, la comparaison avec un temple d'Osian, de la même époque, laisse à penser que le temple serait un complexe Devî-Panchanatrana, dédié au Petit Trimurti, suivant le système de vénération introduit par Adi Shankara au VIIIe siècle, époque de construction de l'édifice. Ce qui le conduit à supposer qu'il existait quatre temples secondaires aux quatre coins de la plate forme supérieure,.
Bien que délabré, le chattri à l'entrée du temple, fait de matériaux modernes, est de construction récente.

## Dédicace
Le sanctum sanctorum renferme une idole de Devî le brahman principe de toutes les divinités féminines.
Le temple, ouvert à l’est, possède des niches engagées dans les contreforts de la paroi, dans lesquelles se trouvent des représentations  de Vasudeva-Vishnu, au sud, Pradyumna (en), à l’ouest, et Balarâma-Sankarshana au nord. Ce qui laisse à penser que le temple original était dédié à Vishnu.
Les bas reliefs engagés dans le socle de la terrasse supérieure représentent des thèmes religieux d’inspiration brahmanique mais aussi des thèmes profanes comme la musique et la danse, et des scènes d’amour d’une lascivité suggestive. Le culte de Vishnu perdu avec la destruction du temple a été remplacé par celui de Harshat Mata, la mère de toutes les jouissances tant spirituelles que charnelles.

## Galerie de photos

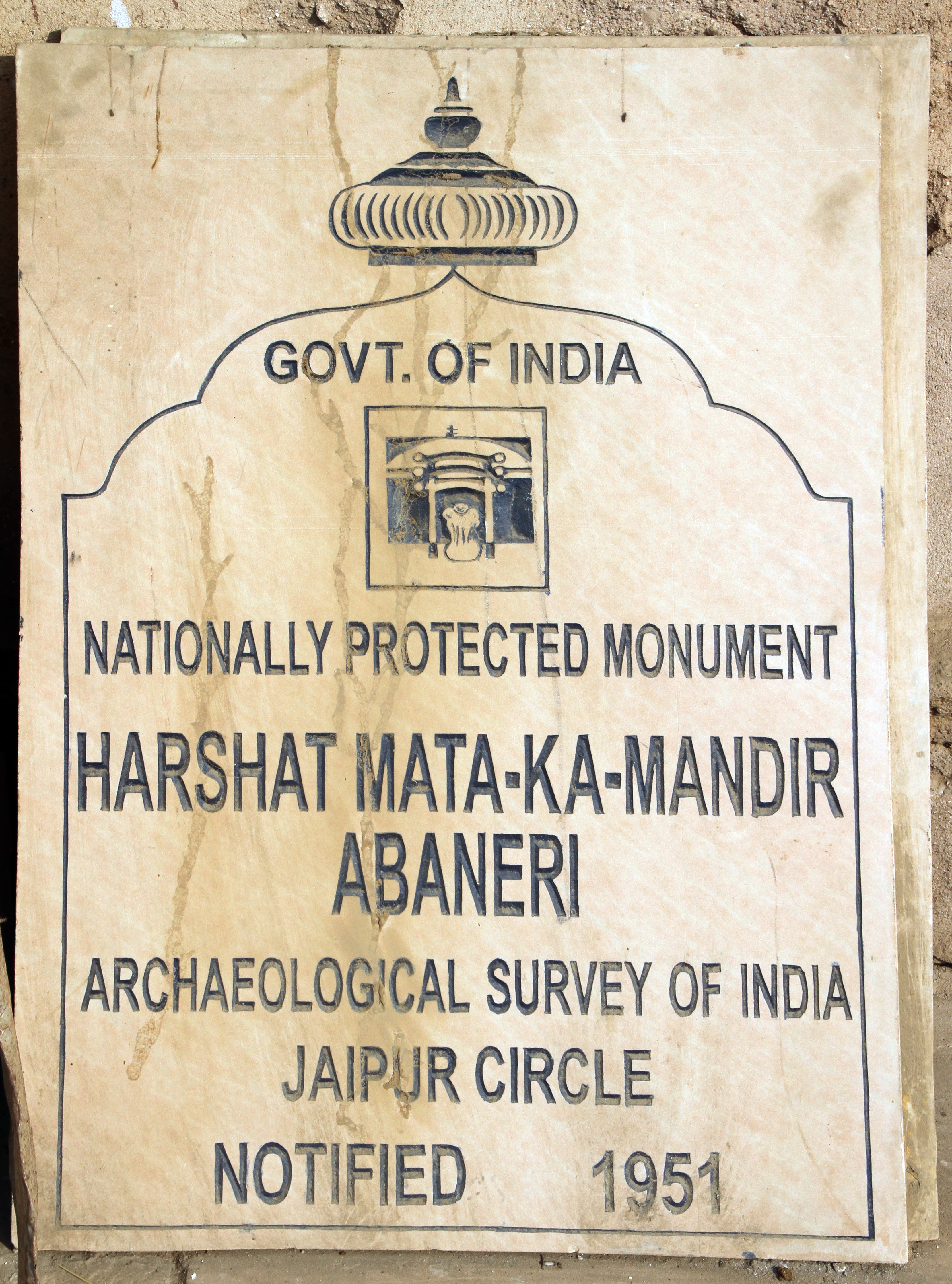
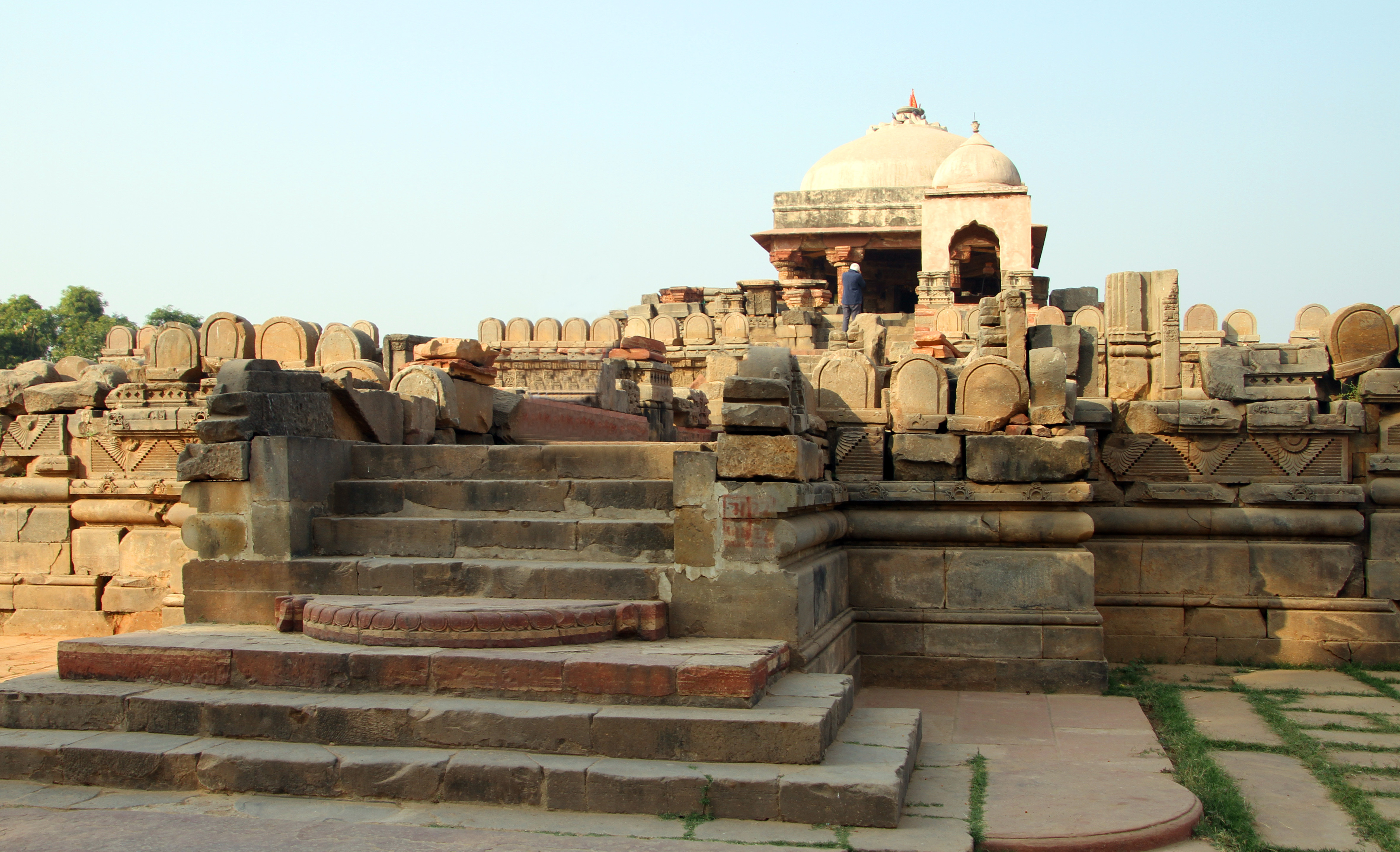
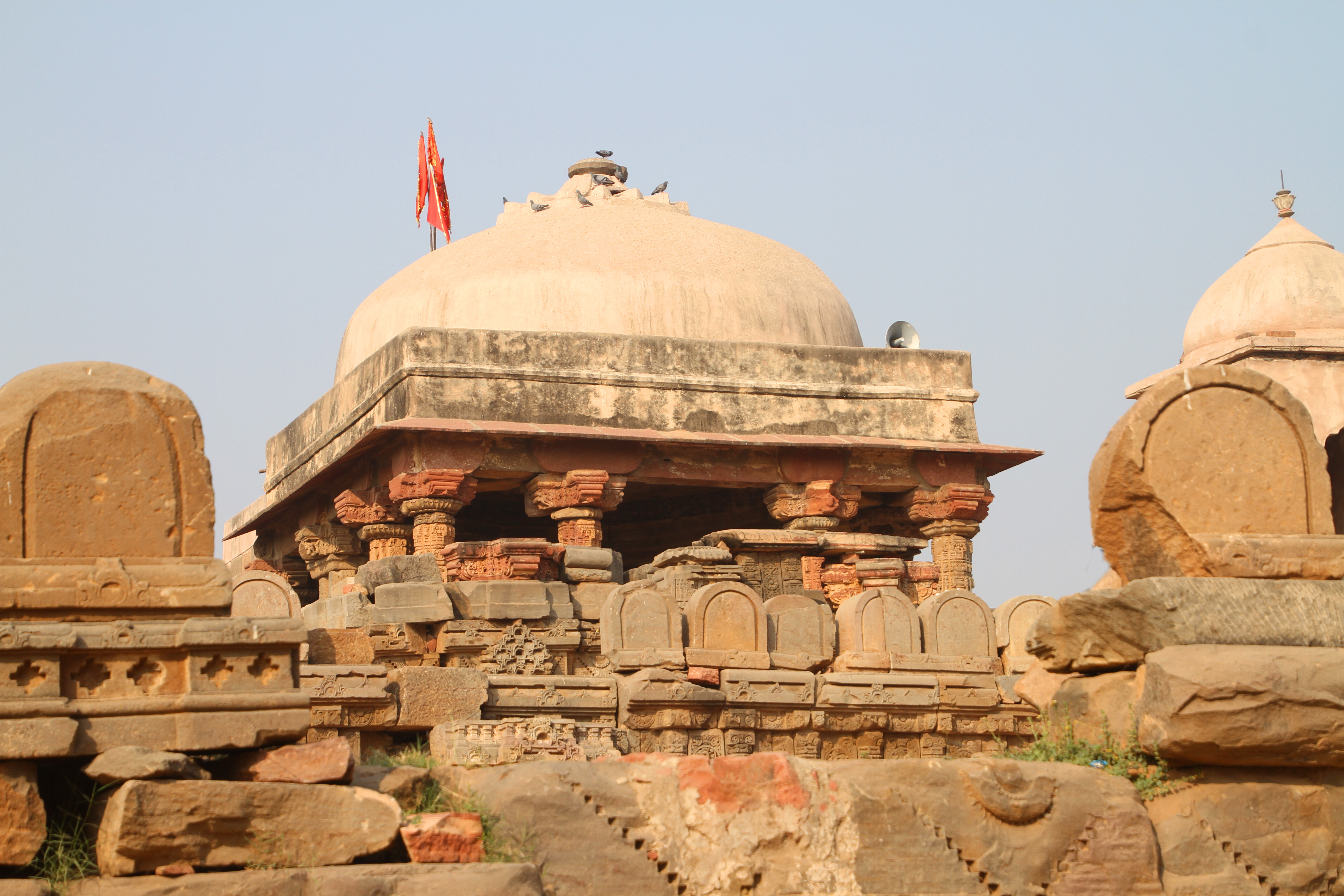
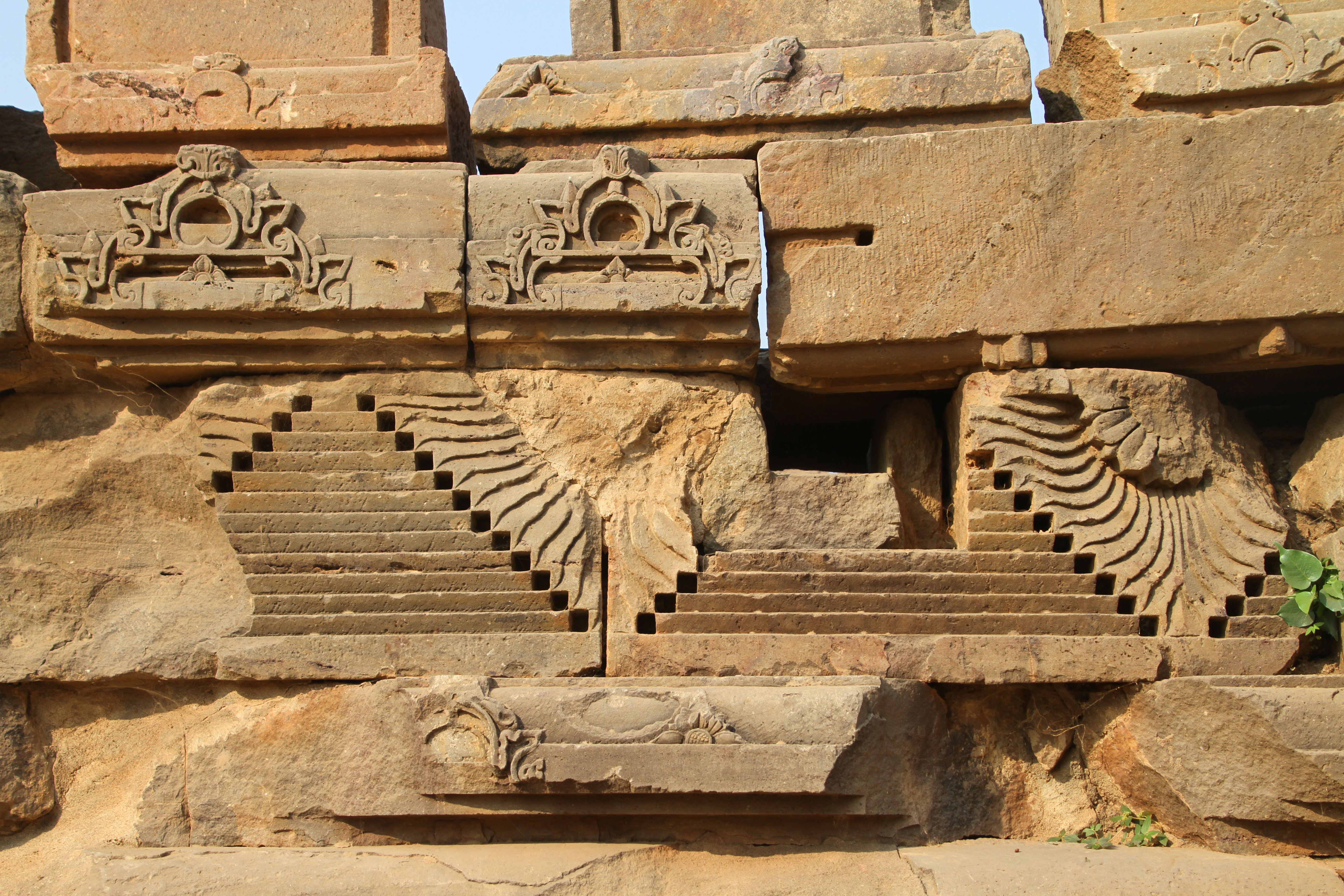
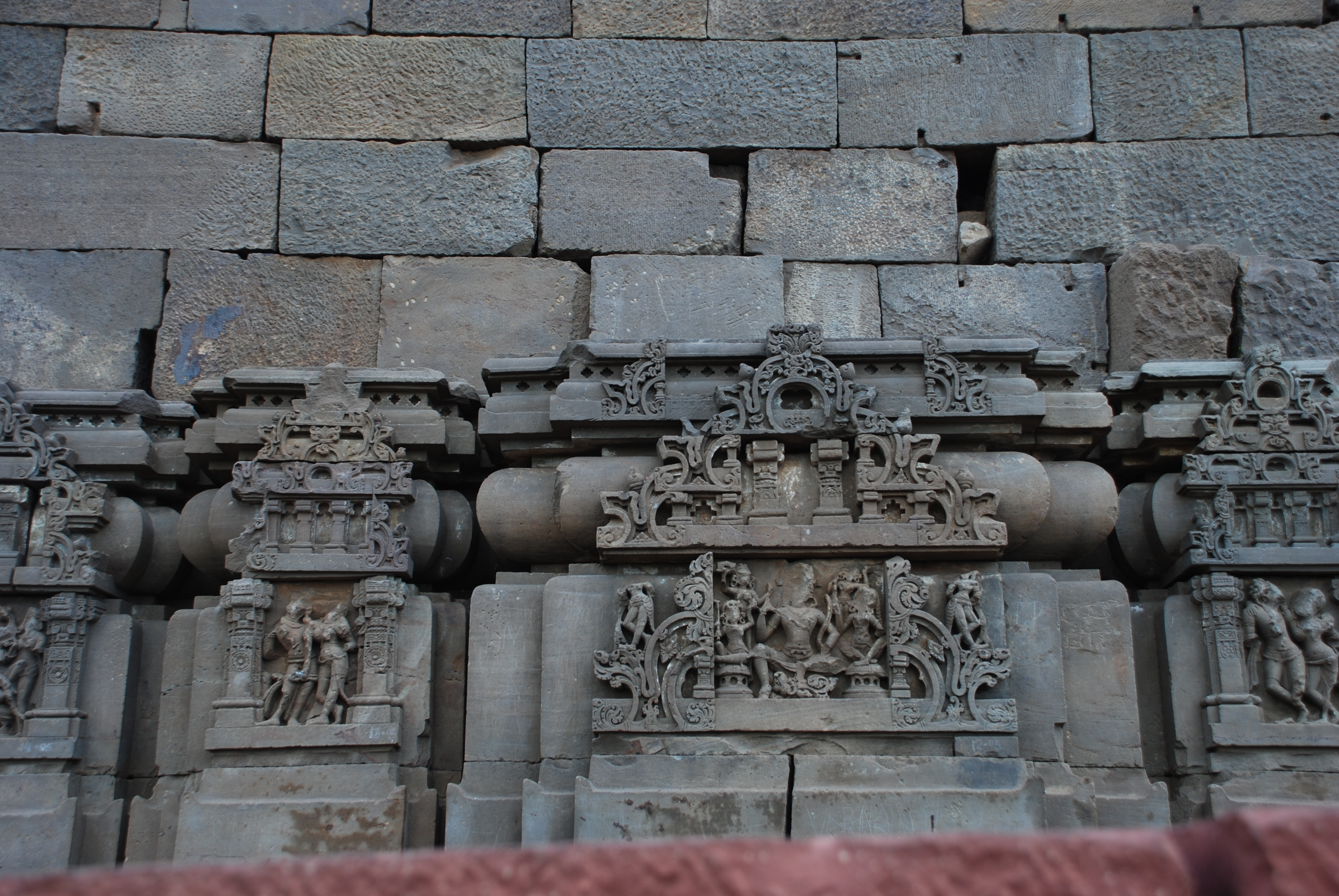
Sculptures d'une des niches.